# Peace Orchestra
Peace Orchestra es un proyecto musical solista del productor discográfico y DJ vienés Peter Kruder, integrante del dúo Kruder y Dorfmeister.
Peace Orchestra es además el título del álbum grabado por Kruder con la etiqueta Peace Orchestra. El tema más conocido del mismo es Who Am I, el cual fue usado en la serie de cortos animados The Animatrix.

## Lista de temas
- 1. "The Man (Part One)" – 3:08
- 2. "Meister Petz" – 6:16
- 3. "Double Drums" – 9:22
- 4. "Domination" – 8:35
- 5. "Marakesh" – 6:55
- 6. "Henry" – 6:05
- 7. "Who Am I" – 5:57
- 8. "Shining" – 5:01
- 9. "The Man (Part Two)" – 4:21